# Lucia Berlin
Lucia Brown Berlin (Juneau, 12 de noviembre de 1936-Marina del Rey, 12 de noviembre de 2004) fue una escritora estadounidense.
Escribió 77 cuentos y publicó tan solo tres libros de relatos en vida, Homesick (1991), So Long (1993) y Where I Live Now (1999), con temas conectados con su personalidad y su propia experiencia de una vida compleja que la convirtió, según los críticos literarios, en un personaje maldito y de leyenda. En 1991, ganó el American Book Award con Homesick. No obstante, su obra quedó olvidada durante años, hasta que, en el año 2015, once años después de su muerte, se publicó el libro de relatos póstumo Manual para mujeres de la limpieza, el cual fue considerado como uno de los mejores libros de ese año por las principales revistas literarias y se convirtió en un bestseller. Berlin tuvo una historia sentimental atormentada, alcoholismo, serios problemas económicos y problemas de salud. Su obra ha sido comparada con la de Ernest Hemingway y Raymond Carver.

## Biografía
Nació en 1936 en la capital de Alaska, Juneau. Su padre era un ingeniero de minas que se trasladó con su familia por distintos yacimientos en Idaho, Kentucky y Montana, hasta que en 1941 se marchó a la guerra y ella con su madre y su hermana se trasladaron a El Paso (Texas) con sus abuelos maternos, donde Lucia asistió becada a un colegio de monjas en el que era la única protestante. Lucia Berlin describe a su madre en muchos de sus relatos como una mujer fría, racista y alcohólica. En el cuento Silencio explica como su madre prefería la botella a sus hijas. Lucia "vivía prácticamente" con una familia siria vecina.
Al final de la guerra, la familia se instaló en Chile. Allí pasó de ser una niña estadounidense de clase media a una señorita de clase alta chilena, alumna de un exclusivo colegio privado. Los fines de semana dividía su tiempo entre las fiestas de la alta sociedad y las visitas a las chabolas en compañía de una profesora norteamericana, medio misionera, medio revolucionaria, que quedó reflejada en su cuento Buenos y malos.
Quería ser escritora o periodista y en 1955, con un español fluido, empezó a estudiar en la Universidad de Nuevo México, donde fue alumna de Ramón J. Sender.
Lucia Berlin se casó a los 17 años con un escultor, que la abandonó cuando tuvo a su segundo hijo. En esa época, todavía viviendo en Albuquerque, terminó sus estudios y conoció al poeta Edward Dorn, una persona clave en su vida. También conoció a su maestro, el escritor Robert Creeley  y a dos de sus compañeros de Harvard, Carrera Newton y Buddy Berlin, ambos músicos de jazz. Fue cuando empezó a escribir.
En 1958, a los 22 años, se casó con el pianista Newton y firmó sus primeros textos con el nombre de Lucia Newton. En 1959, el matrimonio y sus hijos se trasladaron a un loft de Nueva York. Carrera trabajó de manera constante y la pareja se hizo amiga de sus vecinos Denise Levertov y Mitchell Goodman, así como de otros poetas y artistas como John Altoon, Diane di Prima, y Amiri Baraka.
En 1961, Lucía  dejó a Newton y se marchó con sus hijos y con Buddy Berlin a México, donde éste se convirtió en su tercer marido. Según la biografía de Lucia Berlin, Buddy fue un compañero carismático pero también resultó ser un adicto a la heroína. Con él tuvo otros dos hijos, que nacieron en 1962 y 1965. Se divorciaron en 1968. Lucía nunca se volvió a casar.
Tras divorciarse trabajó como profesora sustituta en la Universidad de Nuevo México.
De 1971 a 1994 vivió en Berkeley y Oakland (California). Con poco más de 30 años, Lucia dejaba tres matrimonios atrás y tenía cuatro hijos a su cargo. Sin profesión ni ingresos regulares, realizó numerosos trabajos: profesora de secundaria, recepcionista en un consultorio de ginecología, ayudante de enfermería en la sala de urgencias de un hospital e incluso limpiadora -aunque le costaba encontrar empleo porque las señoras, explica, desconfían de las candidatas "instruidas"- Sus experiencias, además de su paso por centros de desintoxicación del alcohol y sus frecuentes visitas a México -especialmente en 1991 y 1992- donde vivía su hermana enferma de cáncer, quedaron reflejados en los relatos que escribió, temas que son poco frecuentes en la literatura, según la crítica literaria.
Su madre había muerto en 1986. Probablemente fue un suicidio.
En 1994, por mediación de Edward Dorn logró una plaza en la Universidad de Colorado y pasó los siguientes seis años en Boulder como escritora visitante y profesora asociada. En su segundo año de estancia ganó el premio de la universidad a la excelencia en la enseñanza.
Durante los años en Boulder se relacionó con una estrecha comunidad de amigos entre la que estaba Dorn y su esposa Jennie, Anselmo Hollo, su viejo amigo Bobbie Louise Hawkins, el poeta Kenward Elmslie y el prosista Stephen Emerson.
Los estudiantes la adoraban, pero el clima no le sentaba bien y empeoraba sus problemas respiratorios, hasta el punto de no poder separarse de una botella de oxígeno.
En 2001, un cáncer de pulmón forzó su retiro. Se trasladó a California para estar cerca de sus hijos y se instaló en el garaje de la casa de uno de ellos.
Falleció el 12 de noviembre de 2004 en Marina del Rey, el día que cumplía 68.

## Claves de su obra
Los críticos literarios han comparado la obra de Lucia Berlin con la de Carver. Su personalidad muestra todas las facetas de un personaje maldito y de leyenda, con una historia sentimental atormentada, alcoholismo, serios problemas económicos que solventó limpiando casas ajenas, problemas de salud... experiencias que quedaron reflejadas en sus escritos.
Estas experiencias vitales están en el centro de su obra. En So Long describe las sensaciones contradictorias de la relación con un marido adicto a la heroína "en ocasiones intensa felicidad en Technicolor y en otras ocasiones algo sórdido y espantoso", la soledad y la vergüenza a través de las historias que transcurren en hospitales, clínicas de desintoxicación, casas de la tercera edad y en prisiones. A pesar de todo, según los críticos esta obra se caracteriza por su enorme apetito por la vida, el humor y el amor.
Durante su vida, en total publicó 77 cuentos. La mayoría se recopilaron en tres volúmenes publicados por Black Sparrow Press: Homesick: New and Selected Stories (1991), So Long: Stories 1987-92 (1993) y Where I Live Now: Stories 1993-98 (1999).
Sus primeros cuentos datan de 1977 y se publicaron en revistas.
En 1981 publicó su primer libro, Angels Laundromat (Lavandería de Ángeles).
En 2015, Farrar Straus and Giroux, una de las editoriales más importantes de EE. UU.,  publicó Manual para mujeres de la limpieza una selección de sus mejores cuentos. En pocas semanas, el libro se situó entre los más vendidos y fue incluido entre los mejores libros del año de las principales revistas y suplementos literarios del país.

## Obras

### Libros publicados en vida
- A Manual for Cleaning Ladies. IIlustraciones de Michael Myers. Washington, D.C. [i.e. Healdsburg, California]: Zephyrus Image, 1977. OCLC 6148887
- Angels Laundromat: Short Stories. Portada e ilustraciones de Michael Shannon Moore. Berkeley, CA: Turtle Island for the Netzahaulcoyotl Historical Society, 1981. ISBN 978-0-913-66639-5 OCLC 7532068
- Legacy. Berkeley, CA: Poltroon Press, 1983. Ilustrado por Michael Bradley. OCLC 10869572
- Phantom Pain: Sixteen Stories. Bolinas, CA: Tombouctou Books, 1984. ISBN 978-0-939-18028-8 OCLC 633368020
- Safe & Sound. Berkeley, CA: Poltroon Press, 1988. Ilustrado por Frances Butler. ISBN 978-0-918-39505-4 OCLC 123106761
- Homesick: New & Selected Stories. Santa Rosa CA: Black Sparrow Press, 1990. ISBN 978-0-876-85816-5 OCLC 22597395
- So Long: Stories, 1987-1992. Santa Rosa, CA: Black Sparrow Press, 1993. ISBN 978-0-876-85894-3 OCLC 27381091
- Where I Live Now: Stories, 1993-1998. Santa Rosa, CA: Black Sparrow Press, 1999. ISBN 978-1-574-23091-8 OCLC 475160702

### Libros póstumos
- A Manual for Cleaning Women: Selected Stories. Editado por Stephen Emerson. Prefacio de Lydia Davis. New York, NY: Farrar, Straus and Giroux, 2015. ISBN 978-0-374-20239-2 OCLC 898433447. Bajo el título Manual para mujeres de la limpieza fue publicado por Alfaguara en 2016.
- Evening in Paradise: More Stories. Farrar, Straus and Giroux, 2018. ISBN 978-0374279486 . En 2018 apareció la traducción en español, Una noche en el paraíso , bajo el sello Alfaguara.
- Welcome Home: A Memoir with Selected Photographs and Letters . Farrar, Straus and Giroux, 2018. ISBN 9780374287597 . En español: Bienvenida a casa , Alfaguara, 2019.

### En revistas
- Berlin, Lucia. 2005. Letters to August Kleinzahler.[13] The London Review of Books. Vol. 27, No. 15: pp. 33–34. ISSN 0260-9592 OCLC 99818133
- Berlin, Lucia. 2015. B.F. and Me.[15] The Paris Review. No. 213: Summer 2015. pp. 269–269.ISSN 0031-2037 OCLC 5858374865

### Multimedia
- Berlin, Lucia, Yasunari Kawabata, and Amy Hempel. Lucia Berlin: Summer 1991. Naropa Institute, 1991. 3 audio casetes. Audio of two classes held at Naropa Institute in Boulder, Colorado during Summer 1991. Naropa Audio Archive: 20051107, 20051111. OCLC 63682481
- Berlin, Lucia. Lucia Berlin Reading 12 Nov 93 at Lincoln Lecture Hall, Naropa. Naropa Institute, 1993. 1 audio casete. Lucia Berlin reading at Naropa Institute 12 de noviembre de 1993. Naropa Audio Archive: 20051208. OCLC 62873090
- Berlin, Lucia, Bobbie Louise Hawkins, Molly Giles, and Lorna Dee Cervantes. W&P Reading Cervantes; Hawkins; Giles, Berlin. Naropa Institute, 1997. 2 audio casetes. Writing and poetics reading featuring Lorna Dee Cervantes, Bobbie Louise Hawkins, Molly Giles, and Lucia Berlin. Naropa Audio Archive: 20060118, 20060119.OCLC 70077867

## Premios y reconocimientos
- 1991 con Homesick ganó el American Book Award.
- Logró una beca en el National Endowment for the Arts.[16]
- Premio de Cortos (Jack London Short Story Award).
- 2015 Finalista del Kirkus Price.[17]